# HD 224693
224693, o Axólotl, è una stella di magnitudine 8,23 situata nella costellazione della Balena. Dista 306 anni luce dal sistema solare.
La stella è una nana gialla nella sequenza principale o una subgigante gialla, a seconda delle fonti prese in considerazione viene classificata di classe G2V o G2IV, e ha una massa 1,3 volte quella del Sole ed un raggio 1,9 volte superiore. L'età stimata è di circa 4 miliardi di anni.
Il nome Axólotl è stato selezionato nella campagna NameExoWorlds dal Messico, durante il centenario della IAU. "Axólotl" significa "animale acquatico" nella lingua nativa Nahuatl e un axolotl è anche una specie di salamandra endemica della valle del Messico.

## Osservazione
Si tratta di una stella situata nell'emisfero celeste australe; grazie alla sua posizione non fortemente australe, può essere osservata dalla gran parte delle regioni della Terra, sebbene gli osservatori dell'emisfero sud siano più avvantaggiati. Nei pressi dell'Antartide appare circumpolare, mentre resta sempre invisibile solo in prossimità del circolo polare artico. Essendo di magnitudine pari a 8,2, non è osservabile ad occhio nudo; per poterla scorgere è sufficiente comunque anche un binocolo di piccole dimensioni, a patto di avere a disposizione un cielo buio.
Il periodo migliore per la sua osservazione nel cielo serale ricade nei mesi compresi fra fine agosto e dicembre; da entrambi gli emisferi il periodo di visibilità rimane indicativamente lo stesso, grazie alla posizione della stella non lontana dall'equatore celeste.

## Pianeta
Nel 2006 è stato scoperto, dal W. M. Keck Observatory misurando la velocità radiale della stella, un pianeta con massa 0,71 MJ avente un periodo orbitale di 26,69 giorni e un semiasse maggiore pari a 0,191 UA. Al pianeta è stato dato il nome di Xolotl, dio dei lampi nella mitologia azteca.
Segue un prospetto con i principali dati del pianeta orbitante.
| Pianeta    | Massa       | Periodo orb. | Sem. maggiore | Eccentricità | Scoperta |
| ---------- | ----------- | ------------ | ------------- | ------------ | -------- |
| b (Xolotl) | 0,7±0,12 MJ | 26,69 giorni | 0,191 UA      | 0,104        | 2006     |